# Tomino
Tomino (kors. Tuminu) – miejscowość i gmina we Francji, w regionie Korsyka, w departamencie Górna Korsyka.
Według danych na rok 1990 gminę zamieszkiwały 193 osoby, a gęstość zaludnienia wynosiła 33 osoby/km².